# Włodzimierz Zieliński
Włodzimierz Zdzisław Zieliński (Mława, 29 de março de 1955) é um ex-handebolista profissional polaco, medalhista olímpico.
Włodzimierz Zieliński fez parte do elenco medalhista de bronze das Olimpíadas de Montreal, em 1976. Ele jogou uma partida.